# Giro del Ticino
El Giro del Ticino va ser una cursa ciclista que es disputava al cantó de Ticino a Suïssa. La cursa es creà el 1949 i es va disputar de manera ininterrompuda fins al 1968. Ferdi Kübler, amb quatre, és el ciclista amb més victòries.

## Palmarès
| Any  | Vencedor            | Segon                | Tercer              |
| ---- | ------------------- | -------------------- | ------------------- |
| 1949 | Charles Guyot       | Gottfried Weilenmann | Enzo Nannini        |
| 1950 | Ferdi Kübler        | Umberto Drei         | Angelo Fumagalli    |
| 1951 | Ferdi Kübler        | Ettore Milano        | Vincenzo Rossello   |
| 1952 | Ferdi Kübler        | Giancarlo Astrua     | Arrigo Padovan      |
| 1953 | Donato Zampini      | Bruno Monti          | Marcel Huber        |
| 1954 | Ferdi Kübler        | Eugen Kamber         | Nello Sforacchi     |
| 1955 | Hugo Koblet         | Arrigo Padovan       | Roberto Falaschi    |
| 1956 | Valerio Chiarlone   | Gino Guerrini        | Giuseppe Cainero    |
| 1957 | Alfredo Sabbadin    | Germano Barale       | Jan Adriaenssens    |
| 1958 | Jan Adriaenssens    | Aldo Moser           | Fernando Brandolini |
| 1959 | Angelo Conterno     | Alfredo Sabbadin     | Giuliano Natucci    |
| 1960 | Guglielmo Garello   | Wilfried Thaler      | Giovanni Pettinati  |
| 1961 | Emile Daems         | Angelo Conterno      | Alfred Ruegg        |
| 1962 | Emile Daems         | Jos Hoevenaers       | Jos Van Bael        |
| 1963 | Guido De Rosso      | Italo Zilioli        | Emile Daems         |
| 1964 | Franco Cribiori     | Giovanni Bettinelli  | Roberto Poggiali    |
| 1965 | Italo Zilioli       | Giuseppe Fezzardi    | Luciano Galbo       |
| 1966 | Giuseppe Fezzardi   | Hans Junkermann      | Willy Spuhler       |
| 1967 | Adriano Passuello   | Franco Bitossi       | Dino Zandegu        |
| 1968 | Alberto Della Torre | Mario Anni           | Claudio Michelotto  |